# Ліофіл Фавре
 
Ліофіл Фавре (Lyophyllum favrei) — вид грибів роду ліофіл (Lyophyllum). Сучасну біномінальну назву надано у 1950 році. 

## Будова
Середньом’ясиста суха, волокниста або з дрібними притиснутими волокнистими лусочками шапинка діаметром 5–8 см. Спочатку опуклої форми, іноді з широким горбиком, згодом розпростерта, іноді асиметрична із загорнутим, а згодом прямим краєм. Колір шапинки сірувато-синій, синювато-сірий, свинцевосиній, згодом вицвітає у центрі до блідовохристого, зберігаючи лише по краях сині відтінки. Тонкі, густі, з нерівним краєм прирослі пластинки спочатку світло-жовті, згодом яскраво-жовті, темнішають з віком. При пошкодженні пластинки спочатку червоніють, а тоді буріють і чорніють. Еліпсоподібні гладенькі тонкостінні спори безбарвні, розміром 5–4×2,3–2,5 мкм, Споровий порошок білий. Циліндрична ніжка розміром 4–8×0,8–1,8 см інколи дещо звужується донизу. Дрібно луската суцільна основа злегка бульбоподібно потовщена. Колір основи бруднувато-білий, іноді з слабким фіолетово-сірим відтінком. Білуватий м’якуш щільний із запахом сирої картоплі, солодкуватий на смак. На зламі спочатку стає винно-червоним, а тоді буріє до майже чорного. Пряжки є. 

## Життєвий цикл
Плодові тіла Lyophyllum favrei з’являються у вересні–жовтні.

## Поширення та середовище існування
Відомо лише кілька місцезнаходжень у листяних (букових) лісах Європи. В Україні зустрічається у Гірському Криму в долині р. Альма.

## Практичне використання
Неїстівний.

## Природоохоронний статус
Зникаючий вид. Включений до третього видання Червоної книги України (2009 р.).